# Queen on Fire – Live at the Bowl
Queen on Fire – Live at the Bowl – podwójny album koncertowy brytyjskiego zespołu Queen zawierający zapis ich występu w angielskim Milton Keynes z 5 czerwca 1982 roku. Koncert ten był częścią trasy Hot Space Tour. Wieńczył on także europejską odnogę trasy, na którą składało się łącznie 30 występów. Wykonane podczas trasy nowe utwory Queen zostały przearanżowane i w konsekwencji tego brzmią dużo ostrzej od produkcji z albumu. 
Występ, wraz z materiałami dodatkowymi wydany został na DVD.
W Polsce nagrania uzyskały status platynowej płyty.

## Twórcy
- Freddie Mercury – śpiew, fortepian, gitara akustyczna w „Crazy Little Thing Called Love”
- Brian May – gitara elektryczna, gitara akustyczna, chórki
- Roger Taylor – perkusja, chórki
- John Deacon – gitara basowa, gitara rytmiczna w "Staying Power"
- Morgan Fisher – instrumenty klawiszowe

## Lista utworów
CD 1
1. „Flash”
2. „The Hero”
3. „We Will Rock You (Fast)”
4. „Action This Day”
5. „Play the Game”
6. „Staying Power”
7. „Somebody to Love”
8. „Now I’m Here”
9. „Dragon Attack”
10. „Now I’m Here (Reprise)”
11. „Love of My Life”
12. „Save Me”
13. „Back Chat”

CD 2
1. „Get Down Make Love”
2. „Guitar Solo”
3. „Under Pressure”
4. „Fat Bottomed Girls”
5. „Crazy Little Thing Called Love”
6. „Bohemian Rhapsody”
7. „Tie Your Mother Down”
8. „Another One Bites the Dust”
9. „Sheer Heart Attack”
10. „We Will Rock You”
11. „We Are the Champions”
12. „God Save The Queen"

Koncert został też wydany w wersji DVD – Video. Został także wydany na trzech płytach winylowych.